# Caleido
Caleido est un gratte-ciel de bureaux situé dans la zone CTBA (Cuatro Torres Business Area) à Madrid, en Espagne.

## Historique
Érigé sur les vestiges du Centre de convention international (CICCM inachevé après la faillite du projet), il est l'œuvre des architectes Mark Fenwick, Javier Iribarren et Fernando Serrano-Suñer et conçu pour un usage mixte avec le campus privé d'IE University, un centre de santé Quirón et une zone commerciale,
La construction est confiée à l'Inmobiliaria Espacio (filiale du groupe Villar Mir) et exécutée par OHL. Les travaux commencent en 2018 pour une durée de deux ans.
L'immeuble est inauguré le 19 octobre 2021 par le roi d'Espagne.

## Architecture
Le bâtiment se compose d'une base de quatre étages et d'une hauteur de 20 mètres orientée nord-sud, sur laquelle est érigée une tour de 181 mètres et 36 étages. Un peu plus haute que la tour Picasso mais nettement plus basse que les quatre tours du CTA voisines, le Caleido a une superficie de 70 000 m².
Vu de l'ouest, le bâtiment ressemble à une lettre « T » inversée, conception conditionnée par l'existence préalable des fondations du centre de congrès (CICCM), et dont la barre du « T » compose la base de 4 étages.